# 스트레스 볼

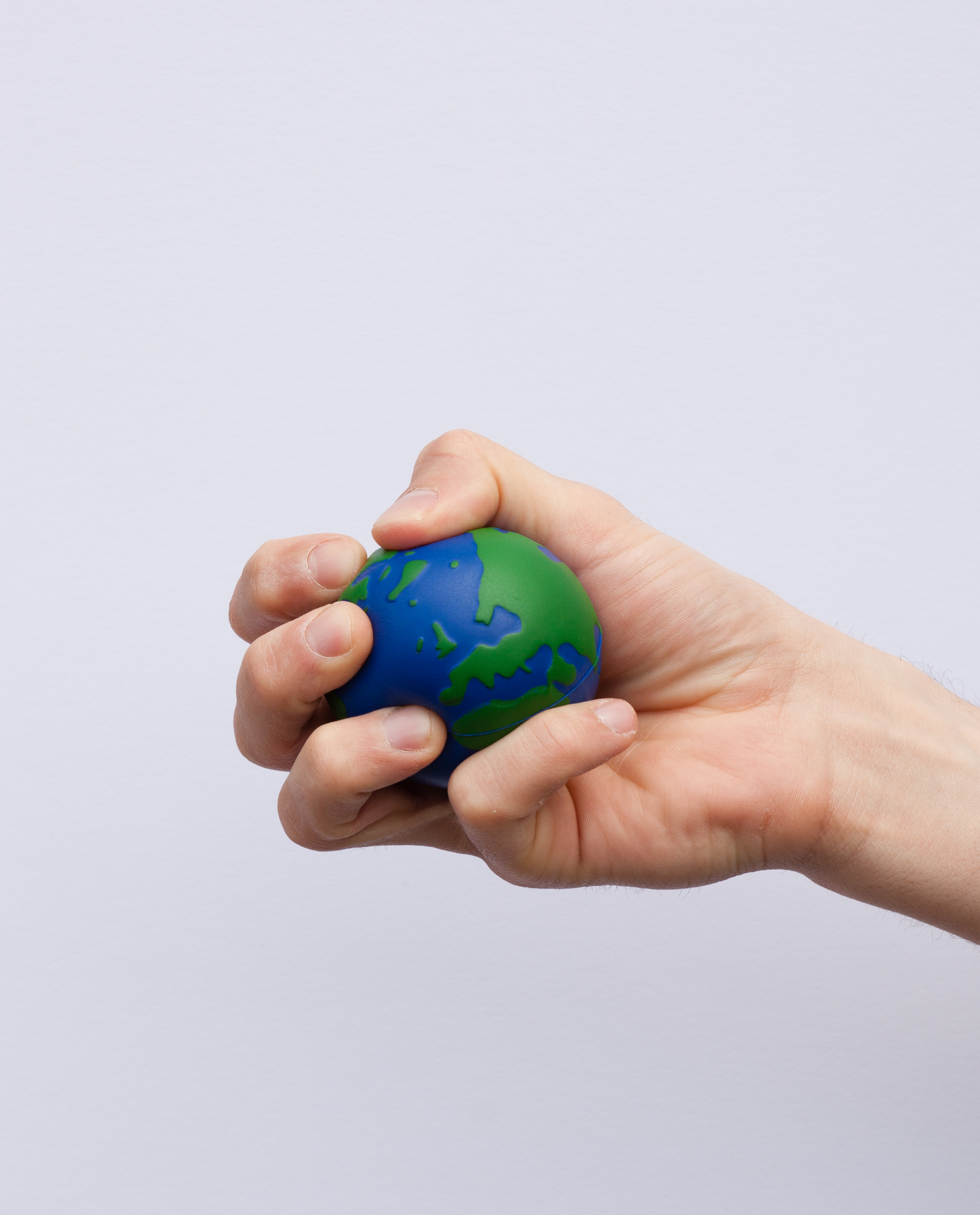

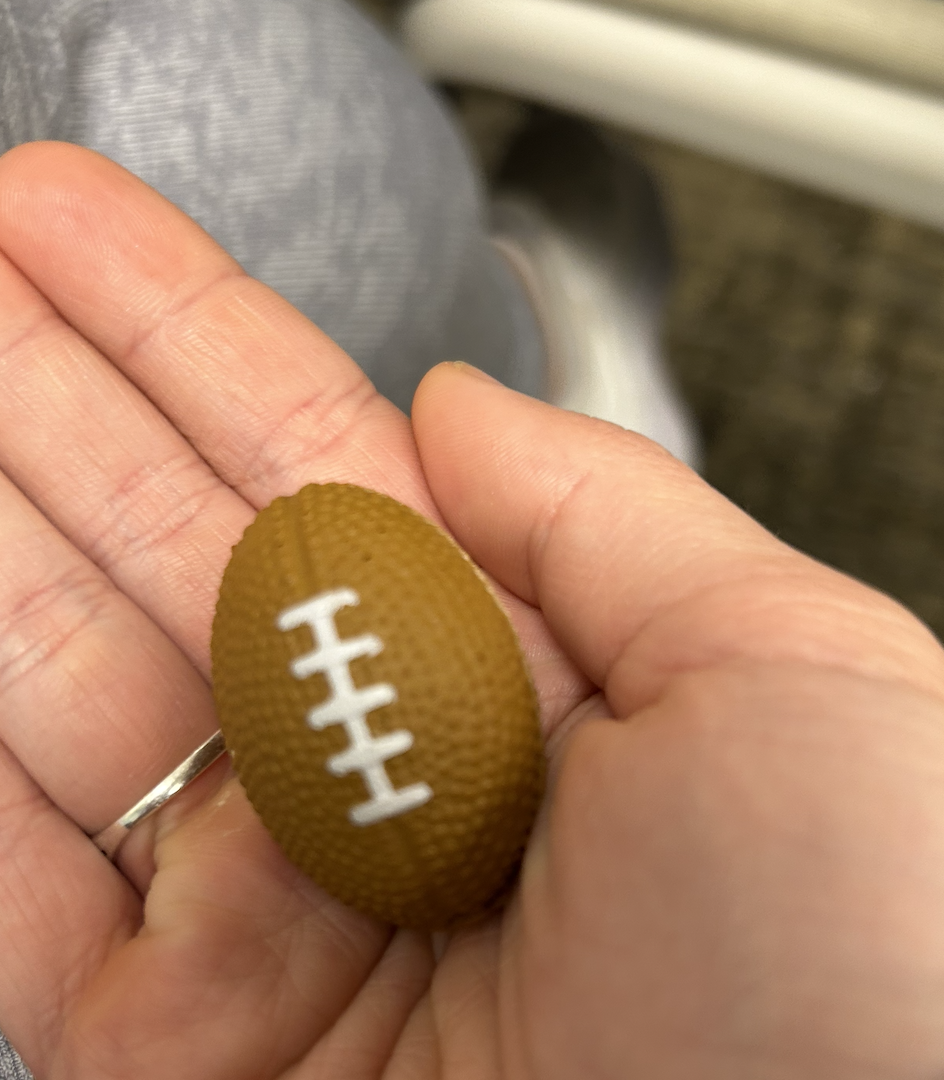
미식축구 풋볼 모양의 스트레스 토이의 일종

스트레스 볼(Stress ball)은 일반적으로 직경이 7센티미터(2.8인치)를 넘지 않는 가단성 장난감으로 표면적으로는 스트레스와 근육 긴장을 완화하거나 근육을 운동시키기 위해 손에 쥐고 손가락으로 조작한다.
'볼'이라는 이름에도 불구하고 많은 스트레스 볼은 온전한 구형이 아니다. 일부는 재미있는 모양으로 만들어졌으며 기업 로고가 패드 인쇄 또는 전사 인쇄되어 있다. 회사의 직원 및 고객에게 판촉 선물로 제공될 수 있다. 현재 사용 가능한 비구형 모양이 많기 때문에 스트레스 볼은 일반적으로 스트레스 완화 도구로 알려져 있다.

## 같이 보기
- 피젯 스피너
- 스퀴시
- 팝잇